# Bahnhof Kiel-Hassee CITTI-PARK
Der Bahnhof Kiel-Hassee CITTI-PARK ist ein Bahnhof im Kieler Stadtteil Hassee. Er liegt an den Bahnstrecken Kiel–Flensburg und Kiel-Hassee–Osterrönfeld.
Die Bahnstation für den Personenverkehr wurde 2007 als sogenanntes Projekt öffentlich-privater Partnerschaft reaktiviert. Die Kosten trugen zu je einem Drittel das Land Schleswig-Holstein, die Stadt Kiel und das Einkaufszentrum CITTI-PARK.

## Geschichte

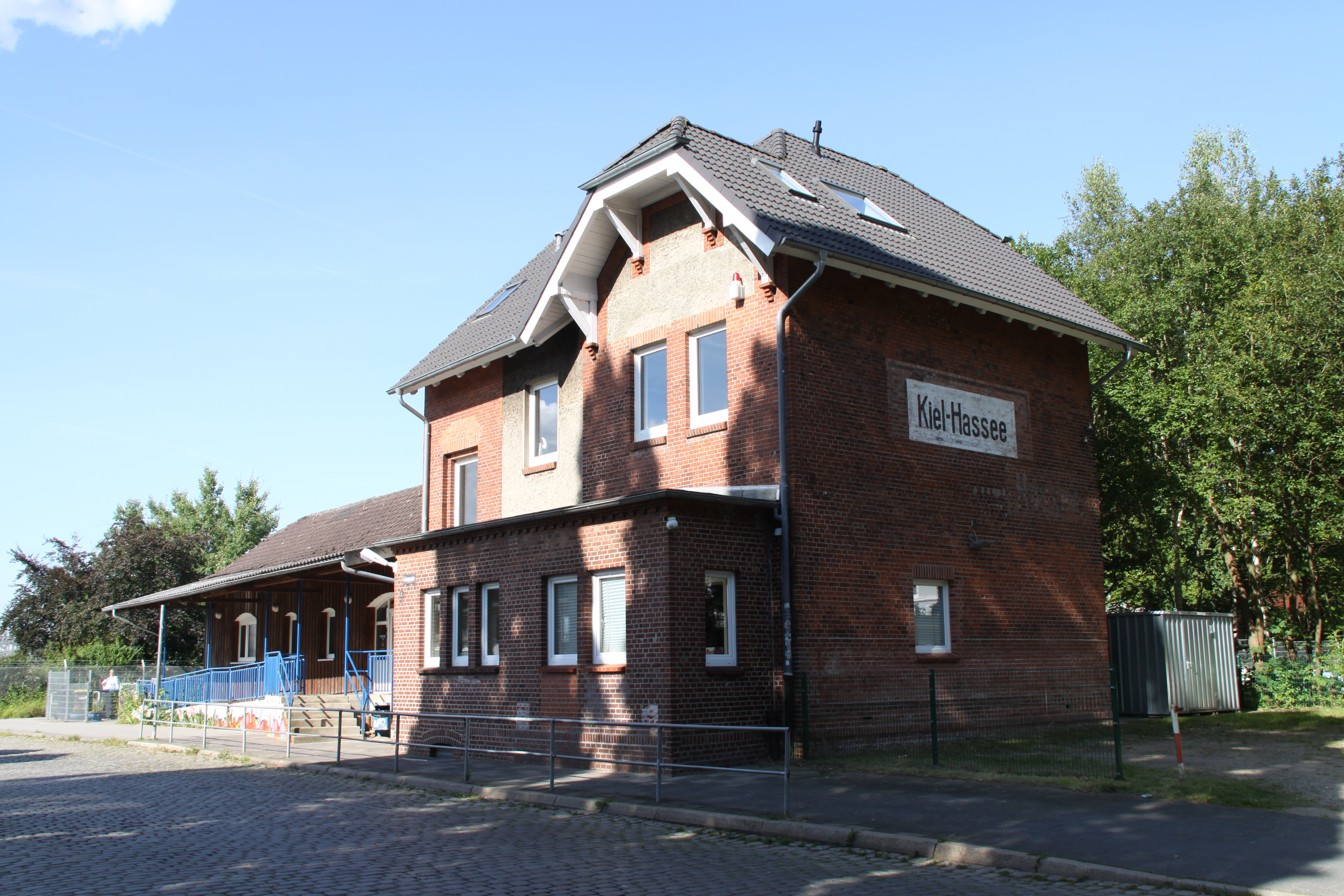
Ehemaliges Bahnhofsgebäude Kiel-Hassee (2017)

Die Bahnstrecke Kiel–Flensburg wurde 1881 eröffnet. Das damals noch eigenständige Dorf Hassee erhielt einen Haltepunkt an der Strecke. Die Bedeutung des Bahnhofes wuchs mit dem Bau der Bahnstrecke nach Osterrönfeld bei Rendsburg, sie wurde am 15. Oktober 1904 eröffnet. Auch die Strecke zum Güterbahnhof Kiel West, der die Fabriken im Westen der Stadt bedienen sollte, zweigte seit 1924 hier ab. Ursprünglich sollte die Strecke bis Holtenau führen.
Der Personenverkehr im Bahnhof wurde 1981 aufgegeben. Die Strecke nach Kiel West wurde 1993 stillgelegt, die Anschlussweiche 2008 ausgebaut.
2007 wurde der Personenverkehr in Kiel-Hassee wieder aufgenommen, die neuen Bahnsteige liegen etwa 250 Meter nördlich des alten Bahnsteiges. Er wurde ab diesem Zeitpunkt durch die werktags verkehrenden Regionalbahnen zwischen Kiel und Eckernförde stündlich bedient, so dass es am Sonntag tagsüber keinen Halt gab. Inzwischen verkehren diese Züge auch am Sonntag. Seit Januar 2015 halten hier die zusätzlich eingeführten Regionalbahnen zwischen Kiel und Rendsburg (Stand 2019). 
In Tagesrandlage bedienen zudem die Regionalbahnen von Kiel nach Flensburg den Bahnhof.
Der neue Bahnhof verfügt über zwei 160 Meter lange Seitenbahnsteige, die über eine Fußgängerüberführung mit Treppe und Fahrstuhl erreicht werden können. Die Überführung führt direkt in das Einkaufszentrum.
Die Gleisanlagen sind zurückgebaut, Es sind nur noch zwei durchgehende Gleise vorhanden. Im Süden wurden alle Weichen bis auf die Einfahrweiche entfernt, es sind noch ein Abstellgleis und ein Gleisanschluss vorhanden. Südlich des Bahnhofes trennen sich die Gleise nach Kiel Hbf und zum Rangierbahnhof Kiel-Meimersdorf.
Das ehemalige Empfangsgebäude ist noch vorhanden, es wird als Jugendtreff der Stadt Kiel genutzt.
Am Bahnhof Kiel-Hassee befand sich die Maschinenfabrik August G. Koch, die Kesselwagen aufarbeitete. Sie hatte eigene Werkslokomotiven. Die unter Denkmalschutz stehende 1939/40 errichtete Werkhalle der Maschinenfabrik wurde für den Bau des Einkaufszentrums abgerissen.